# ŽNK Mura
Maillots
Le ŽNK Mura est un club slovène de football féminin basé à Murska Sobota. Fondé en 1998, le club a remporté neuf titres de champions et neuf Coupes nationales en tant que ŽNK Pomurje. En 2023, le club devient la section féminine du NŠ Mura.

Ancien logo du club.

## Palmarès
- Championnat de Slovénie : 
  - Champion : 2006, 2012, 2013, 2014, 2015, 2016, 2019, 2021, 2022, 2023, 2024 et 2025
- Coupe de Slovénie :
  - Vainqueur : 2005, 2007, 2012, 2013, 2014, 2016, 2017, 2018, 2019, 2023, 2024
  - Finaliste : 2006, 2008, 2009, 2015 et 2021